# Pandemia de COVID-19 em Curaçau
Este artigo documenta os impactos da pandemia de coronavírus de 2020 em Curaçau pode não incluir todas as principais respostas e medidas contemporâneas.

## Linha do tempo
Em 13 de março, o primeiro-ministro Eugene Rhuggenaath confirmou o primeiro caso de COVID-19 no país, tratando-se de um homem de 68 anos de idade que havia viajado aos Países Baixos e permaneceu em Curaçau. Desde então, todos todos os que estiveram em contato com o homem e sua esposa foram testados; a maioria testou negativo, mas os possíveis infectados permanecem em observação.
Após a divulgação do caso, o país decidiu suspender todos os voos advindos da Europa. Em 18 de março, o primeiro caso confirmado veio a falecer no Centro Médico de Curaçau. Dois outros casos ainda estavam sendo tratados desde o dia 23.